# رجل الملك
رجل الملك (بالإنجليزية: The King's Man)‏ هو فيلم أكشن جاسوسي كوميدي أمريكي قادم من إخراج ماثيو فون وبطولة رالف فاينس،جيما آرتيرتون،ريس ايفانز،ماثيو جوود،توم هولاندر،هاريس ديكنسون،دانيال برول،دجيمون هونسو وتشارلز دانس.
من المقرر عرض الفيلم يوم 12 فبراير 2021.

## روابط خارجية
- الموقع الرسمي
- رجل الملك على موقع IMDb (الإنجليزية)
- رجل الملك على موقع ميتاكريتيك (الإنجليزية)
- رجل الملك على موقع روتن توميتوز (الإنجليزية)
- رجل الملك على موقع ألو سيني (الفرنسية)
- رجل الملك على موقع أول موفي (الإنجليزية)
- رجل الملك على موقع بوكس أوفيس موجو (الإنجليزية)
- رجل الملك على موقع فيلمافينيتي (الإسبانية)
- رجل الملك على موقع قاعدة بيانات الأفلام السويدية (السويدية)
- رجل الملك على موقع قاعدة بيانات الفيلم (الإنجليزية)
- رجل الملك على موقع ليتربوكسد (الإنجليزية)